# ヘッデスバッハ
ヘッデスバッハ (ドイツ語: Heddesbach) はドイツ連邦共和国バーデン＝ヴュルテンベルク州ライン＝ネッカー郡に属す町村（以下、本項では便宜上「町」と記述する）。この自治体には同名の集落以外の集落はない。（以下本項では、この自治体を便宜上「村」と表記する）

## 地理
ライン＝ネッカー大都市圏に含まれるヘッデスバッハは、オーデンヴァルトを流れるウルフェンバッハ川の渓谷に位置している。村域は海抜180mから460mの標高にあり、ネッカータール＝オーデンヴァルト自然公園の一部となっている。
この村は、北をヘッセン州のヴァルト＝ミヒェルバッハ、東をエーバーバッハのブロムバッハ地区、南をヘッセン州ヒルシュホルン (ネッカー)のランゲンタール地区、南西をシェーナウのアルトノイドルフ地区、西をハイリヒクロイツシュタイナハと境を接する。

## 歴史
この地域に入植が始まったのは、おそらく12世紀の終わり頃だと推測されている。ヴォルムス司教の命によりブリッガー3世フォン・シュタイナハがハーフェンベルク城を建設し、ハーフェンベルク家を創設した。ハーフェンベルク家が衰退した1300年以降にプファルツ選帝侯が城とあわせて入植地の領主権を獲得した。1322年には、Heddesbachとして初めて文献上に記録されている。この村は、ハイリヒクロイツシュタイナハの管理下に置かれ、教会上はネッカーシュタイナハの下位におかれた。1803年にバーデン領に移された後、1810年になって独立した村となった。バーデン＝ヴュルテンベルクの市町村再編の際に新しく創設されたライン＝ネッカー郡の一員となった。1975年以降、この村は郡内の市町村中で最も小さな村である。
| 年   | 1577 | 1727 | 1818 | 1852 | 1905 | 1939 | 1961 | 1965 | 1970 | 1991 | 1995 | 2005 | 2010 | 2015 |
| ---- | ---- | ---- | ---- | ---- | ---- | ---- | ---- | ---- | ---- | ---- | ---- | ---- | ---- | ---- |
| 人口 | 150  | 134  | 287  | 378  | 366  | 342  | 417  | 412  | 429  | 476  | 534  | 494  | 463  | 475  |

## 行政
この村は、シェーナウに本部を置くシェーナウ自治体行政連合に属している。

### 議会
この村の議会は、議長を務める首長のほか、5年毎の直接選挙で選出される8人の議員からなる。2004年の選挙で選出された議員はいずれも無所属であった。

### 首長
フォルカーラ・ライボルト（無所属）は、2019年にヘッデスバッハの町長に選出された。

### 紋章
図柄: 赤地に銀のハープ
この紋章の図柄は1911年にゲネラルァンデスアルヒーフが作成した。シュタイナハ家の紋章にも使われているハープをあしらったものである。村はこの紋章を採用したにもかかわらず、新しい印章を作製しなかった。このためこの紋章が正式に使われたのは1950年の村議会決議以降のことである。

## 文化と見所

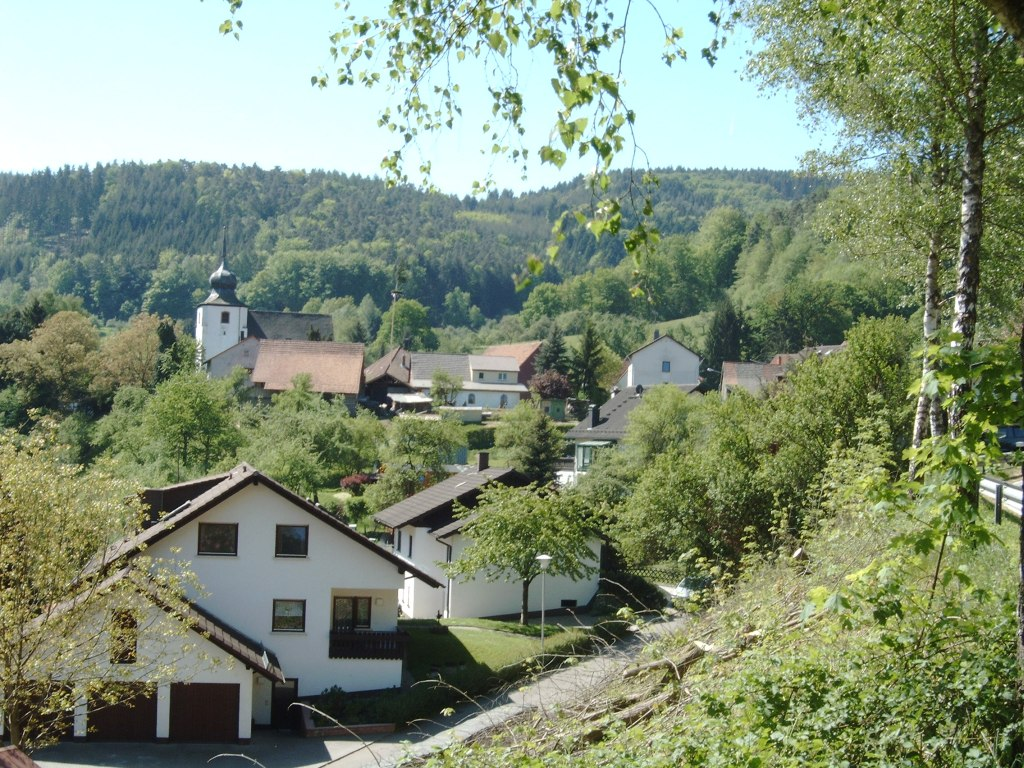
ヘッデスバッハの町並み

ヘッデスバッハの魅力は、その自然環境、多くの森林遊歩道、さまざまなスポーツ活動に利用できる広場などである。歴史的な中心部を通る道路や運河は20世紀の初めから徐々に造られたものであり、2004年に改修が行われた。この村の中心部には、ペータース教会やエルフナーハウスのある教会広場が1986年に新たに設けられた。エルフナーハウスは、毎年ヘッデスバッハのキルメスが開催される村の催事場となっている。
ペータース教会は13世紀に防衛教会として設けられた。内陣は当時の建物である。長堂との擬宝珠型の屋根は18世紀の改築によるものである。内陣のフレスコは15世紀のもので、偶像破壊の時代1556年に塗りつぶされていた。20世紀になって再発見され、修復が行われた。教会には、1804年のオーファーマン・オルガンとバロック様式の説教檀が設けられている。
学校兼村役場は1904年にユーゲントシュティール様式で建設された保護文化財である。学校は1972年に閉鎖され、建物は現在村立センターとして利用されている。
ハーフェンブルク（ハーフェン城）はわずかな遺構が遺るだけである。おそらく12世紀に建設されたもので、オーデンヴァルト南部で最も古い城である。この城はハーフェンベルク家の居城で、ヘッデスバッハ、ブロムバッハ、ランゲンタールの村を統治した。ハーフェンベルク家が衰退した1300年頃にプファルツ選帝侯が城を獲得し、1314年にヒルシュホルン家に質入した。1340年、エンゲルハルト・フォン・ヒルシュホルンはプファルツ侯から城を毀損するよう命じられる。この命令が実行されたかどうかは明らかではない。15世紀以降この城の名前は、耕作地の名前として記録されるだけとなった。
おそらく14世紀にブロムバッハとの境界におかれたヒンケルシュタイン（ひよこ石）は自然文化財に位置づけられている。

## 経済と社会資本
ヘッデスバッハ村が共同出資する幼稚園は村から約2km離れたランゲンタール（ヒルシュホルンの市区）にある。1972年の学校再編により基礎課程学校はヒルシュホルンへ通うこととなった。
ヘッデスバッハを通って州道L3105号線がヒルシュホルンへ向かっている。この道路はヒルシュホルンで連邦道B37号線（ハイデルベルク - モースバッハ）およびB45号線（ジンスハイム - ヴェルシュタット）に接続する。ライン＝ネッカー･バス交通は、ヒルシュホルンおよびヴァルト＝ミヒェルバッハへのバス路線を運行している。ヒルシュホルンにはラインネッカーSバーンの駅がある。ヘッデスバッハはライン＝ネッカー交通連盟のサービス提供地域である。

## 訳注
1. ↑  キルメス (ドイツ語: Kirmes) は教会開基祭を起源とする民俗祭である。